# Buigny-l'Abbé
Buigny-l'Abbé è un comune francese di 336 abitanti situato nel dipartimento della Somme nella regione dell'Alta Francia.

## Società

### Evoluzione demografica
Abitanti censiti